# Venezolanischer Staatsbankrott von 2017
Der venezolanischer Staatsbankrott von 2017 ist der erste Zahlungsverzug von Venezuela seit dem Staatsbankrott von 2004.

## Hintergrund
Venezuela weist eine lange Historie von Staatsbankrotten auf. Die Literatur nennt Zahlungsausfälle für die Jahre 1832, 1848, 1860, 1865, 1878, 1892, 1898, 1960, 1983, 1990, 1995, 1998 und 2004.
Seit 2005 versuchte die Regierung unter Hugo Chávez den Sozialismus des 21. Jahrhunderts in Venezuela einzuführen. Die Preise wurden auf niedrigem Niveau eingefroren, um eine billige Versorgung der Bevölkerung sicherzustellen. Da sich die Produktion im Inland danach nicht mehr lohnte, brach die Produktion ein und wurde durch Importe aus dem Ausland ersetzt. Verstärkt wurde der Prozess durch umfangreiche Verstaatlichungen. Finanziert wurde dies durch die Erlöse aus dem Erdölexport. Venezuela ist das Land mit den größten Erdölvorkommen der Erde. Auch die Erdölindustrie wurde verstaatlicht. Bis 2017 sank die Erdölproduktion hierdurch um ein Viertel. Auslöser der Krise war der Rückgang des Ölpreises ab 2014. Der war von 17,10 Dollar im Jahr 2001 auf 128,38 Dollar im Jahr 2014 gestiegen. Danach sanken die Preise wieder und lagen 2017 um die 50 Dollar.
Die Folge waren massive Einschränkungen der Importe und Massenverelendung der Bevölkerung. Die Proteste in Venezuela seit 2014 wurden niedergeschlagen, das frei gewählte Parlament entmachtet und die staatlichen Institutionen gleichgeschaltet. Die Wirtschaftsleistung ging seit Beginn der Krise um ein Viertel zurück, die Inflationsrate stieg 2017 auf 700 % und betrug im folgenden Jahr über eine Million Prozent.
Die Auslandsverschuldung betrug 2017 zusammen etwa 171 Milliarden Dollar. Damit ist der Staatsbankrott Venezuelas der größte Staatsbankrott der Geschichte.

## Der Zahlungsausfall
Die Finanzmärkte erwarteten aufgrund dieser Entwicklung einen Staatsbankrott. Der Kurs zehnjähriger Anleihen Venezuelas sank von 54 % im Januar 2017 auf 24 % im September. Eine am 3. November 2017 fällige Anleihe der Petróleos de Venezuela in Höhe von 1,1 Milliarden Dollar wurde nach Gläubigerangaben nicht vollständig bedient. Bei der International Swaps and Derivatives Association wurde daher der Antrag gestellt, den Zahlungsausfall förmlich festzustellen. Die Folge einer solchen Feststellung ist die Fälligkeit der betreffenden CDS. Die CDS-Prämien für Venezuela stiegen daraufhin von 5000 auf 15.200 Basispunkte. Fitch stufte am 7. November 2017 das Rating von Petróleos de Venezuela auf „C“ (Kreditausfall) zurück.
Am 2. November erklärte Präsident Nicolas Maduro, er habe eine Refinanzierung und Umstrukturierung der Auslandsverbindlichkeiten angeordnet. Vizepräsident Tareck El Aissami wurde zum Leiter einer Kommission bestimmt, die Umschuldungsverhandlungen führen soll. Tareck El Aissami steht auf der Sanktionsliste der Vereinigten Staaten wegen der Förderung des Drogenhandels. Am 16. November erklärte der zuständige Ausschuss der ISDA einstimmig den Ausfall; seit dem letzten Quartal 2017 bediene laut Feststellung des Eidgenössischen Departements für auswärtige Angelegenheiten "der venezolanische Staat Anleihen des Staates
und der staatlichen Erdölgesellschaft Petróleos de Venezuela S.A. (PDVSA) mehrheitlich nicht mehr".